# Петро Орсеоло
Петро Орсеоло або Петро Венецієць (угор. Orseolo Péter; близько 1011, Венеція — 1046 або 1059, Секешфехервар) — другий король Угорщини, син молодшої сестри Стефана I Святого і венеційського дожа Оттона Орсеоло (сина дожа П'єтро II).
Успадкував престол після смерті свого дядька, короля Стефана I Святого, в 1038 році. Проте проведена Петром політика фаворитизму по відношенню до іноземців спровокувала змову, що завершилась його поваленням в 1041 році. Петро був відновлений на троні в 1044 році зусиллями Генріха III. Натомість він визнав сюзеренітет імператора. У 1046 році в ході язичницького повстання Вати, Петро був повалений повторно. Угорські хроніки одноголосно вказують, що він був страчений за наказом його наступника, Андрія I, але літописець Козьма Празький з посиланням на його передбачуваний шлюб близько 1055 року стверджує, що Петро вижив після повалення.

## Біографія

### Ранні роки (до 1038)
Петро народився у Венеції і був єдиним сином дожа Оттона Орсеоло. Його мати Грімельда була молодшою сестрою Стефана I, першого короля Угорщини. Історик Дьюла Крісто припускає, що Петро народився в 1010 або 1011 роках. У 1026 році венеційці повстали і вигнали Оттоне Орсеоло. Петро не пішов по стопах батька, який втік до Константинополя, а вирушив до Угорщини, де Стефан I призначив його командиром королівської армії.
2 вересня 1031 року єдиний син короля Емеріх помер від ран, отриманих в результаті нападу кабана на полюванні. Інших синів старезний Стефан I не мав. Свої права на престолонаслідування пред'явив двоюрідний брат короля Вазул — але Стефан I знехтував ними ж і призначив своїм спадкоємцем Петра. Для зміцнення позицій Петра за наказом короля Вазул був схоплений і осліплений, а три його сини — Левенте, Андрій і Бела — заслані. Петро дав урочисту клятву поважати власність дружини Стефана I, королеви Гізели, оскільки король підозрював, що відносини Петра з нею були напруженими.

### Перше правління (1038—1041)
Петро успадковував Стефану I після його смерті 15 серпня 1038 року. Вступивши на престол, він відразу ж почав вести активну зовнішню політику. Так, угорські війська в 1039 і 1040 роках розграбували Баварію і вторглися в Богемію, щоб допомогти герцогу Бржетіславу I в боротьбі з імператором Генріхом III.
Спочатку Петро продовжував політику свого дядька, спрямовану на зміцнення держави і посилення християнської релігії. Він заснував ряд монастирів, з його ім'ям пов'язано підставу Будайського приходу, єпископства в Ваці і будівництво базиліки в місті Печ.
Угорські хроніки підкреслюють, що Петро вважав за краще товариство німців, «які ревли як дикі звірі», і італійців, «які щебетали, як ластівки», що зробило його непопулярним серед своїх підданих. Крім того, він ввів нові податки, привласнив церковні доходи і усунув від служби двох єпископів. Петро навіть наважився конфіскувати майно королеви Гізели і взяти її під варту. Вона звернулася за допомогою до угорських вельмож, які звинуватили одного з фаворитів короля по імені Будо в тому, що він підштовхував монарха до подібних дій. Вони зажадали, щоб Будо постав перед судом за свої діяння. Однак король відмовився виконати цю вимогу, і за його спиною склалась змова. Змовники схопили і вбили непопулярного радника і в 1041 скинули Петра. Учасники змови обрали новим королем Самуїла Абу — шурина (за іншою версією, племінника) Стефана I.
 Як тільки він почав правити, Петро забув всі засади довготерпіння, належного величі монарха, а у оточенні його розбушувалися німці і латиняни, які захопили і з презирством пожирали багатства королівства, "з гордим оком і ненаситним серцем". Укріплення, замки, посади королівства були вилучені в угорців і передані німцям чи латинянам. Крім того, Петро проявив свою розпусну сутність, разом з дармоїдами люто нападаючи на дружин і дочок угорців скрізь, де б тільки не проїжджав з почтом. Ніхто у той час не міг бути спокійний за збереження цнотливості дружин або дочок перед обличчям придворних Петра— - Шимон Кезаї: Gesta Hunnorum et Hungarorum
.

### У вигнанні (1041—1044)
Петро спершу втік до Австрії, правитель якої, маркграф Адальберт, був одружений з його сестрою Фровілою. Він також звернувся до імператора Генріха III з проханням надати йому сприяння в боротьбі з Самуїлом Абой. У свою чергу новоспечений угорський король в лютому 1042 року вторгся в Австрію, але маркграф Адальберт організував відсіч.
Імператор Генріх III почав свій перший похід проти Угорщини на початку 1042 року. Його війська просунулися аж до річки Гараму (Грон). Імператор планував відновити на захоплених землях владу Петра, але місцеве населення висловило рішучий протест проти цієї ідеї. У підсумку імператор був змушений призначити іншого (неназваного) члена угорської королівської сім'ї управляти окупованою територією.
У боротьбі за владу Петро спирався на фаворитів Генріха III, братів Гута (Гуда) і Келеда (Келада), які користувалися його повним заступництвом. Як писав згодом Шимон Кеза у своєму монументальній праці «Gesta Hungarorum», Sed postea, tempore Petri regis Kelad et Gut intrant tres frateres ex gente Svevorum procreati. De castello Stof sunt nativi. («Але надалі, за царювання короля Петра, прибули сюди три брати з Швабії — Келед і Гут. У замку Штоф народилися вони.»). Під «замком Штоф» мався на увазі або замок Штауфен (Stauf, Staufen) в Брайсгау, або ж замок Гогенштауфен (Hohenstaufen) в Вюртемберзі. Ім'я третього брата невідомо, двоє ж вищезазначених братів поклали початок могутньому угорському клану Гуткелед …
 Восени король Генріх також вторгся на територію Угорщини, спалив Хайнбург і Пресбург, але пройти далі долини Дунаю і річки Гараму не зміг - землі на південь були захищені болотами. Частина армії двічі піддавалася нападам угорців. Після підпорядкування населення цих земель, так як вони відмовилися прийняти Петра, він поставив керувати ними одного з угорців, були у той час у вигнанні серед богемців.. — - Герман Рейхенау: Chronicle
.
Імператор повернувся в Угорщину на початку літа 1044 року. У міру просування Генріха III чимало угорських вельмож приєдналося до нього. Вирішальна битва при Мьонфе (поблизу Дьйора) відбулася 5 червня. Армія Самуїла Аби була розбита, сам він втік з поля бою, але був спійманий і убитий.

### Друге правління (1044—1046)
Після смерті Самуїла Аби імператор Генріх III вступив в Секешфехервар, де він офіційно відновив Петра на престолі. Петро навіть ввів німецьке феодальне право, визнавши тим самим імперський сюзеренітет. На підтвердження цього на Трійцю 1045 року він передав свій королівський позолочений спис Генріху — своєму сюзерену.
Кількість змов з метою повалення Петра доводить, що він залишався непопулярним. Так, двоюрідні брати Стефана I по материнській лінії Боля (Bolya) і Боніха (Bonyha) в 1045 році склали змову проти короля, але в підсумку їх викрили, катували і стратили. Незабаром єпископ Герард з Чанад запросив до країни вигнаних синів покійного Вазула. Однак правління Петра закінчилося раніше, ніж вони почали діяти. Причиною повторного повалення стало спалахнувше в 1046 році язичницьке повстання Вати.
Петро планував знову втекти до Генріха III, але один із синів Вазула, Андрій, який повернувся в країну на запрошення єпископа Герарда, запросив його на зустріч в Секешфехервар. Петро незабаром зрозумів, що посланці Андрія насправді збиралися заарештувати його. Тоді він втік до укріпленого маєтку в Замольє, але люди Андрія вистежили і схопили його через три дні. Угорські хроніки XIV століття розповідають, що Петро був засліплений і незабаром помер. Однак літописець Козьма Празький повідомляє, що близько 1055 року Юдіт фон Швейнфурт, вдова герцога Бржетіслава I, вийшла заміж за Петра, щоб помститися своєму синові Спитігневу за вигнання з Богемії. Якщо ці дані правдиві, Петро пережив катування і помер наприкінці 1050-х років. Він був похований в кафедральному соборі міста Печ.
Наступної осені угорці згадали свою колишню зраду і вирішили визнати Андрія своїм королем. Вони вбили безліч іноземців, які боролися за короля Петра, і, нарешті, вони позбавили Петра його очей і відправили його разом з дружиною в невідоме місце. У той же час багато іноземців у цій країні були піддані пограбуванню, засланню або страті. — - Герман Райхенау: Chronicle
Король Петро, бачачи, що угорці одностайно прийняли влада Андрія і Левенте, кинувся навтьоки зі своїми німцями у напрямку Мошонмадяровара, маючи намір вирушити до Австрії, але він не зміг втекти. Угорці заздалегідь закрили кордони, причому посол Андрія покликав короля Петра назад під приводом мирних переговорів. Повіривши цьому, король Петро повернувся [...]. Коли він звернув убік від села Замольє, вищевказаний посол побажав взяти його у полон і привести зв'язаним до Андрія, але, зрозумівши це, Петро сховався в садибі і сміливо захищався протягом трьох днів. Нарешті, всі його солдати були вбиті стрілами, а сам він був узятий живим. Він був засліплений і доставлений у Секешфехервар, де від сильних болів незабаром він закінчив своє життя — - Illuminated Chronicle
.

## Сім'я
Ім'я і походження дружини Петра невідомі. Дьюла Крісто припускає, що вона була німецького походження. Історики також оскаржують правдивість даних Козьми Празького про другий шлюб Петра з овдовілою Юдіт фон Швейнфурт. Так, Ліза Вулвертон, перекладач хроніки Козьми Празького, доводить, що автор неправильно тлумачив свої джерела, які писали про шлюб іншої Юдіт з іншим королем Угорщини, Шоломоном.